# Юзефін (гміна Желехлінек)
Юзефін (пол. Józefin) — село в Польщі, у гміні Желехлінек Томашовського повіту Лодзинського воєводства.
Населення — 109 осіб (2011).
У 1975-1998 роках село належало до Пйотрковського воєводства.

## Демографія
Демографічна структура станом на 31 березня 2011 року:
|          | Загалом | Допрацездатний вік | Працездатний вік | Постпрацездатний вік |
| -------- | ------- | ------------------ | ---------------- | -------------------- |
| Чоловіки | 53      | 9                  | 35               | 9                    |
| Жінки    | 56      | 14                 | 33               | 9                    |
| Разом    | 109     | 23                 | 68               | 18                   |